# Jardim Borja da Costa

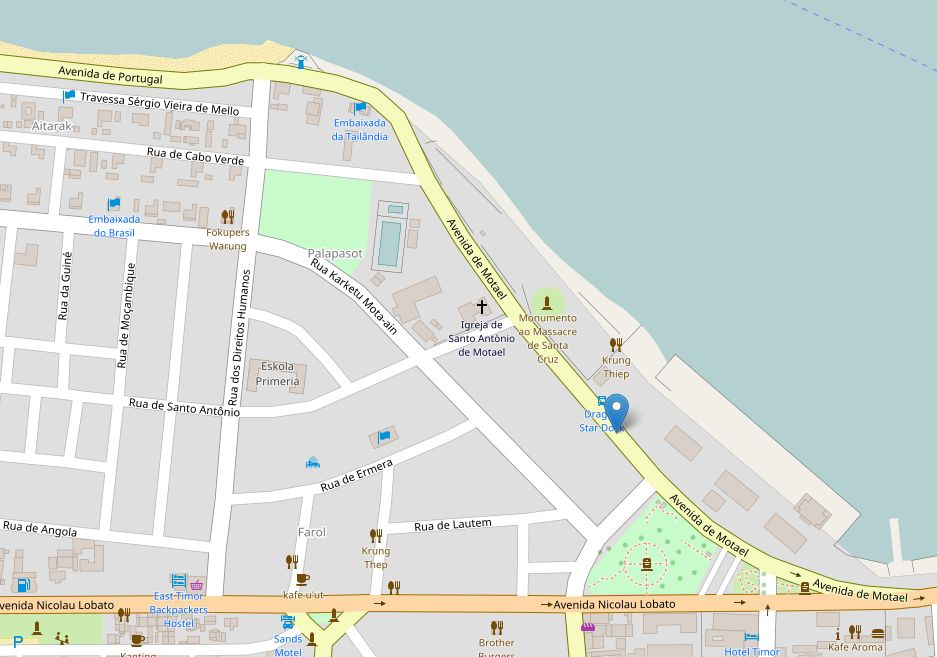
Der Jardim Borja, im Norden von Motael

Der Jardim Borja da Costa (kurz: Jardim Borja) ist eine Parkanlage in der osttimoresischen Landeshauptstadt Dili. Namensgeber ist Francisco Borja da Costa, der Dichter von Osttimors Nationalhymne Pátria. Früher trug der Park den Namen Dom Antonio de Motael (indonesisch Taman Mini D. Antonio De Motael), benannt nach dem ehemaligen Liurai von Motael.
Der Park liegt im Stadtteil Palapaso (Aldeia Lirio, Suco Motael), südlich des Tourismusministeriums. Im Norden wird die Grünanlage von der Rua de Cabo Verde, im Westen von der Rua dos Direitos Humanos und im Süden durch die Rua Karketu Mota-ain begrenzt. Östlich stehen ein großer Gebäudekomplex und die Kirche Santo António de Motael.
Während der Unruhen in Osttimor 2006 hatte man im Park ein Flüchtlingslager errichtet, das 2007 wieder geschlossen werden konnte. Um die Besitzrechte für den Park gab es längere Zeit Streit. 2011 beschlagnahmte der Staatssekretär für Kultur das Grundstück, doch 2015 trat die Regierung Osttimors das Grundstück vertraglich an den Heiligen Stuhl ab. Das Gelände steht seitdem unter der Verwaltung durch das Erzbistum Dili.
Früher stand in dem Park ein Ai To’os, der dem Schutz des Landes gewidmet war. Als dieser von Unbekannten mutwillig zerstört wurde, errichtete man den neuen Ai To’os 2019 im nahegelegenen Jardim Farol.